# Gottlieb Fiala
Gottlieb Karl Fiala (* 14. Oktober 1891 in Trebitsch/Třebíč, Mähren; † 28. Dezember 1970 in St. Andrä an der Traisen) war ein österreichischer Gewerkschafter und Politiker (KPÖ).

## Leben
Gottlieb Fiala besuchte eine Bürgerschule in Wien und erlernte den Beruf eines Stanzers. Anschließend ging er auf Wanderschaft und war als Schuharbeiter tätig. 1915 geriet er in russische Kriegsgefangenschaft und wurde dort Kommunist. Nach seiner Rückkehr 1918 beteiligte er sich an der Gründung der KPÖ. Er war Mitglied des Arbeiterrates und des Zentralkomitees der KPÖ. 1924 bis 1927 war er Vertreter der Partei beim Exekutivkomitee der Kommunistischen Internationale. Nach dem Verbot der KPÖ im Mai 1933 war er in der illegalen Gewerkschaftsbewegung der Schuh- und Lederarbeiter aktiv.
Im April 1945 gehörte Fiala zu den Gründern des Österreichischen Gewerkschaftsbundes und wurde dessen Vizepräsident. Während der vom ÖGB abgelehnten Oktoberstreiks 1950 stand er auf der Seite der kommunistischen Streikenden und wurde deshalb aus dem ÖGB ausgeschlossen. Mit einem Beschluss des ÖGB-Bundesvorstandes vom 25. Oktober 2015 wurde Fiala rehabilitiert. In dem Beschluss heißt es: „Da die Behauptungen, es habe sich bei den Oktoberstreiks 1950 um einen kommunistischen Putschversuch gehandelt, nach heutigen historischen Erkenntnissen widerlegt ist, sind alle gewerkschaftlichen Bildungsunterlagen, soweit das noch nicht erfolgt ist, dementsprechend anzupassen.“ Weiters lautet der Beschluss, „dass die damals in Folge der Streiks ausgeschlossenen Gewerkschaftsmitglieder, allen voran das ÖGB-Gründungsmitglied Gottlieb Fiala, nach heutigem Wissensstand nicht auszuschließen gewesen wären.“ Sein Ausschluss wurde allerdings nicht für nichtig erklärt.

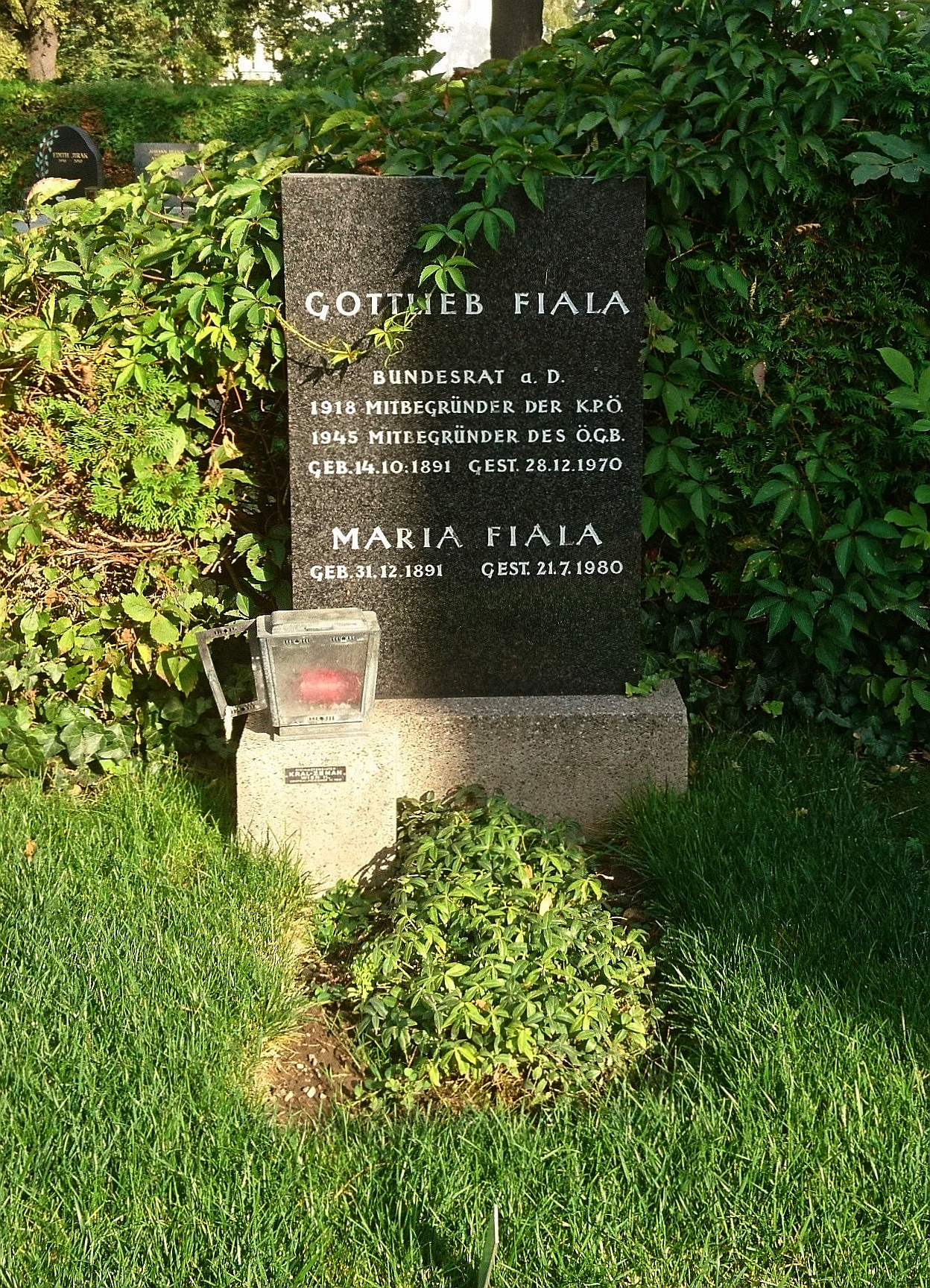
Das Grab von Gottlieb Fiala und seiner Ehefrau Maria im Urnenhain an der Feuerhalle Simmering in Wien

Von 1949 bis 1954 war Fiala Mitglied des Bundesrates.
1951 erzielte er als Kandidat der KPÖ 5,1 Prozent der Stimmen bei der Bundespräsidentenwahl. Fiala war auch Mitglied der Exekutive des Weltgewerkschaftsbundes.
Er wurde im Urnenhain der Feuerhalle Simmering bestattet (Abteilung 7, Ring 3, Gruppe 4, Nummer 9).